# Ахмет Шабо
Ахмет Шабо је главни лик романа Тврђава, Меше Селимовића. 
Радња романа Тврђава смештена је у муслиманску сарајевску средину после Хоћимске битке 1621. године. Ахмет, повратник из рата у родном граду не налази никога од своје породице јер су умрли од опаке болести. Тешко налази посао, где се на крају запошљава као писар, где упознаје хришћанку Тијану, прву особу којој се Ахмет отворио и причао јој о ранијим догађајима. Временом се и заљубљује у њу и одлучује да је запроси. Иако су живели у сиромаштву они нису марили за то јер је она имала Ахмета поред себе, а он мирну луку. Остали су заједно кроз све недаће, Ахметовог губитка посла и Тијаниног побачаја, да би из тога изашли још јачи са другим дететом на путу. 
У почетку је радио код свог пријатеља Муле Ибрахима, али ту добија отказ кад је у једном селу изговорио неколико погрешних реченица везаних за догађаје из рата. И поред тога Ахмет је изузетно поштен који жели пронаћи своје место под сунцем, у нади да ће њихово дете живети у бољим условима.
На крају романа Ахмет говори како ништа нема смисла ако нема љубави. Управо је њега Тијанина љубав спасила и нудила му уточиште кад су му сви други окренули леђа.